# Теотокис, Иоаннис Ваптистис
Иоа́ннис Ваптисти́с Теото́кис  (греч. Ιωάννης Βαπτιστής Θεοτόκης; 1778, Керкира, Kerkyra Municipal Unit — 1865, Керкира, Kerkyra Municipal Unit) — греческий политик 19—го века, революционер и министр. Дед греческого политика Георгиоса Теотокиса, ставшего четыре раза премьер-министром Греции.

## Происхождение и молодость
Иоаннис — Ваптистис Анастасиу Теотокис (Ιωάννης — Βαπτιστής Αναστασίου Θεοτόκης) родился в 1778 году на острове Керкира.
Он был потомком ветви Daviazzo из знатного венецианского рода Ottavio.
Его отец, Анастасиос Теотокис, был офицером венецианской армии.
Когда Иоаннису было 7 лет, он переехал в Венецию, куда отец получил назначение по службе.
Через 4 года отец был назначен комендантом Вутрото, венецианского анклава на побережье Эпира.
Как следует из его биографии, начальное образование получил от «латинских» (католических) священников, у которых также получил свои начальные юридические знания.
В возрасте всего лишь 14 лет (1792) вступил в венецианскую армию, где завершил своё образование и где в звании младшего лейтенанта служил в элитном «Далмацийском корпусе».
Оставался в рядах венецианской армии до 1797 года, когда Венецианская республика была ликвидирована французами.
Как и многие другие офицеры венецианской армии, Теотокис перешёл на службу в французскую армию и последовал за генералом Джентили (Gentili), который был назначен правителем Ионических островов.
Принявший впоследствии дела от генерала Джентили, генерал Шабо (Chabot) назначил Теотокиса своим личным переводчиком, в силу его знания греческого, итальянского и французского языков.
В 1799 году французы были изгнаны с Ионических островов в ходе Средиземноморского похода эскадры Ф. Ф. Ушакова.
Теотокису было предложено последовать с французской армией, но он предпочёл остаться на Керкире.
Впоследствии, под российским протекторатом, была создана греческая Республики Семи Островов, которая приступила к созданию собственной армии.
Теотокис вступил в новую армию в звании лейтенанта.
Чуть позже, президент временного правительства Республики, Спиридон Теотокис, назначил Иоанна-Баптиста Теотокиса своим адъютантом и поручил ему ряд значительных миссий.
Вместе с графом Иоанном Каподистрия, будущим министром иностранных дел России и будущим первым правителем (президентом) современной Греции, Теотокис был послан умиротворять остров Кефалиния, на котором произошли беспорядки.
Впоследствии Теотокис был послан с секретной миссией на Мальту и в Палермо, где оставался около года. В ходе этой миссии он познакомился с рядом видных местных коммерсантов.
После победы Наполеона при Аустерлице а затем при Фридланде, согласно положениям Тильзитского мира, Ионические острова вновь перешли под французский контроль.
Теотокис принял решение уехать в Италию и, используя приобретённые знакомства, заняться коммерцией.
Однако отец не только не дал на это согласие, но женил его на Ангелике Мармора, дочери знатной и богатой семьи Керкиры.
У четы Теотокиса-Мармора родились 4 детей — 3 мальчиков и девочка.

## Масон и революционер
В 1807 году Огюст де Шуазёль-Гуфье, бывший посол Франции в Константинополе, создал в Париже, вместе с выходцами из Греции, «Грекоязычную гостиницу» (греч. Ελληνόγλωσσον Ξενοδοχείον), общество поставившее себе целью греческое восстание против турок. В 1811 году Дионисиос Ромас создал на Керкире масонскую ложу, которая в 1812 году стала Великой национальной ложей Греции, поскольку греческие масонские ложи были образованы к тому времени на острове Лефкас, в Париже, в Москве. Московская ложа именовалась «Афина» и, «по-слухам», являлась продолжением Этерии (Общества) Ригаса Фереоса. Как и другое общество, «Феникс», (греч. Φοίνικας), которое создал Александр Маврокордатос, во время своего пребывания в России, и которое, также под влиянием Наполеона, ставило своей целью расчленение Османской империи. Английский историк Дуглас Дакин связывает деятельность всех этих организаций и считает, что все они, косвенным образом, привели к созданию в Одессе в 1814 году тайной революционной организации Филики Этерия.
Теотокис стал членом масонской ложи Ромаса на Ионических островах.
Многие члены революционной организации Филики Этерия состояли в масонских ложах, и знали Теотокиса. Знакомство с ними способствовало посвящению Теотокиса, одним из первых на Керкире, в «Этерию».
Гетеристы доверили ему руководство своей организации на острове.

## Греческая революция
Подготовленная этеристами, Греческая революция разразилась в 1821 году.
Теотокис оставил свою семью на Керкире и переправился на Пелопоннес, где, сражаясь в рядах добровольцев с Ионических островов, принял участие в военных действиях.
В ходе Освободительной войны (1821—1829) Теотокис принял пост министра юстиции революционного правительства с сентября 1824 года до мая 1827 года.
Освободительная война сопровождалась острыми междоусобными конфликтами на классовой, местнической и политической почве, которые подогревались вмешательством во внутренние дела возрождаемого государства европейских «Великих держав».
Теотокис одним из первых указал кандидатуру своего земляка, бывшего министра иностранных дел России, графа Иоанна Каподистрии, на роль правителя (президента) Греции:Г-337.
Одновременно, он резко отреагировал на инициированный с конца 1825 года частью политического руководства запрос к Великобритании о покровительстве воссоздаваемого государства, который, в своём письме Анаргиросу Петракису, он охарактеризовал «договором проданной Греции»:Г-238:Δ-379.
Письмо было конфисковано. Теотокис был лишён министерского поста и заключён в крепость Бурдзи в Нафплионе.
В Бурдзи Теотокис написал и представил правительству свой доклад, который историк К. Данусис характеризует образцом национального и политического достоинства.
С прибытием Иоанна Каподистрии, в феврале 1828 года, Теотокису было поручено правление города и региона Нафплиона.
В 1831 году ему было поручено правление архипелага Северные Спорады.
В годы правления Иоанна Каподистрии (1828—1831) Теотокис принимал участие в работе комитета по подготовке новой конституции:Г-340.
Следует отметить, что ещё в ходе Освободительной войны, в мае 1825 года, Теотокис предпринял действия для создания в Нафплионе Масонской ложи с целью «вызвать энтузиазм и привлечь патриотов к спасительной цели защиты прав нашего Отечества».
Для этого он попросил содействие Дионисия Ромаса.
Эта Ложа, первая в континентальной Греции, была создана и действовала как минимум до 1826 года и окончательно прекратила свою деятельность после убийства Каподистрии.
Историк Костас Данусис счёл необходимым отметить, что масонские ложи той эпохи были носителями либеральных и демократических идей, которым и был привержен Теотокис.

## Тинос
После убийства Каподистрии, Теотокис стал сторонником политика Иоанниса Колеттиса, в силу чего историк Стефанос Папагеоргиу упоминает его в период абсолютной монархии (1833—1844) баварца Оттона, в числе деятелей т. н. «французской партии».
При всех своих либеральных взглядах, Теотокис оставался глубоко верующим православным христианином.
Не в последнюю очередь по этой причине, в 1839 году, Теотокис был назначен правителем острова Тинос, известного своим всегреческим религиозным центром, Церковью Благовещения.
Позже, после конституционной революции 1843 года, он был назначен сенатором и оставался на этом посту в течение 5 периодов работы сената.
В 1857 году ушёл в отставку по состоянию здоровья и уехал на Керкиру.

## Последние годы
Несмотря на свои либеральные и демократические взгляды, которые он никогда не скрывал, в последние годы своей жизни Теотокис был сторонником политики короля Оттона.
Последние годы своей жизни Теотокис посвятил делу воссоединения Ионических островов с Грецией и успел при жизни (май 1864 года) увидеть острова в составе Греции.
Иоаннис Теотокис умер на своём родном острове в 1865 году.
Теотокис был награждён военным Крестом за отвагу и Орденом Спасителя.

## Дети и потомки
У Иоанниса Баптиста Теотокиса было 4 детей: Михаил — Эррико (1807), который умер очень рано, Андреас — Николаос (1808), дочь Белина (1809) и Спиридон (1811).
- Младший сын, Спиридон, познакомился в Мюнхене с англичанкой Джейн Элизабет Дигби (1807—1881), дочерью английского адмирала Генри Дигби.

Леди Дигби была красивой и динамичной женщиной и к моменту их знакомства (1835) успела дважды выйти замуж и развестись и вела вызывающий для той эпохи образ жизни.
Спиридон и леди Леди Дигби поженились и в марте 1839 года переехали во Францию, где в сентябре 1840 года у четы родился сын Леонидас.
Летом 1841 года Спиридон с женой гостил у отца на Тиносе.
Весной 1842 года молодая пара обосновалась в поместье Теотокисов в Лукадес на Керкире а в 1843 году переехала в Афины.
Когда Джейн обнаружила измены (мн) своего мужа (1846), она развелась с Спиридоном и уехала в Италию, где в несчастном случае погиб их сын Леонидас.
Джейн вернулась в Афины, где её образ жизни стал скандалом для маленького провинциального города, каким тогда была греческая столица.
После развода Спиридон уехал в Италию, кроме любовных связей, ещё два раза был женат и умер относительно молодым в России, куда был направлен в качестве консула.
- У Андреаса — Николаоса было 4 детей, из которых Георгиос Теотокис (1844—1916) был 4 раза премьер-министром Греции (1899—1901, 1903, 1903 — 4, 1905 — 09).
- Дочь Γеоргиоса Теотокиса, Заира, была матерью политика и премьер-министра Греции Георгиоса Раллиса (1918—2006).